# Groundhog Day
Groundhog Day (Murmeldjursdagen) är en festlighet som firas på flera orter i USA och Kanada. Traditionen är baserad på mytologi från Centraleuropa som europeiska emigranter tog med sig till USA.
Varje år den 2 februari när dagen firas ska man enligt sägen kunna bedöma hur länge vintern kommer att vara. Ett skogsmurmeldjur (engelska: groundhog) lockas ur sitt bo. Om det är solsken och djuret ser sin egen skugga och springer tillbaka pågår vintern i ytterligare sex veckor. Om det är mulet när murmeldjuret tittar ut och stannar kvar ute kommer våren tidigt.
Utanför engelsktalande delar av världen blev traditionen känd genom filmen Måndag hela veckan (originaltitel: Groundhog Day) från 1993 med Bill Murray och Andie MacDowell i huvudrollerna.